# Peter Ebdon
Peter Ebdon est un joueur de snooker professionnel anglais, né le 27 août 1970.
Son meilleur classement est no 3 mondial, atteint durant les saisons 1996-1997 et 2002-2003. Vainqueur du championnat du monde en 2002 et du championnat du Royaume-Uni 2006, il est l'un des neuf joueurs à détenir ces deux titres majeurs dans une carrière. En plus de cela, il compte sept autres titres majeurs, dont le dernier remporté en 2012, lors de l'Open de Chine. Ebdon a fait partie du top 16 mondial de façon continue pendant plus de 16 ans, entre 1994 et 2010.
Malgré un palmarès prodigieux, Ebdon est également une figure très controversée du snooker. En effet, son style de jeu lent et prudent a souvent suscité des critiques de la part des journalistes ou des joueurs qui l'accusaient de tricherie. D'ailleurs, il n'était pas rare de voir Ebdon s'illustrer lors de parties qui pouvaient durer plusieurs heures sur des formats de jeu pourtant réduits.
Le 30 avril 2020, Ebdon décide de mettre un terme à sa carrière à l'âge de 49 ans. Retombé à la 55e place mondiale, l'Anglais justifie cette décision par un déclin de sa forme physique au cours de ces dernières années.

## Carrière

### Premières années impressionnantes (1991-1993)
Peter Ebdon connait une carrière amateur particulièrement prometteuse et remporte en 1990 le championnat du monde dans la catégorie des moins de 21 ans qui se tenait à Brisbane, en Australie. Après cette victoire, Ebdon est vu comme l'un des meilleurs joueurs amateurs de son époque, aux côtés de l'Irlandais Ken Doherty et de l'Anglais Ronnie O'Sullivan, qui ont eux aussi remporté ce tournoi, respectivement en 1989 et 1991.
Devenu professionnel en 1991, Ebdon remporte sa première victoire dans un tournoi classé deux ans plus tard, battant l'Irlandais Ken Doherty en finale du Grand Prix.
Lors de son tout premier championnat du monde, il connait un parcours particulièrement brillant, éliminant le sextuple champion du monde, Steve Davis, au premier tour. Se hissant ensuite en quart de finale, il est battu par l'expérimenté Terry Griffiths (13-7). C'est alors qu'en 1994, il fait son entrée dans le top 10 du classement mondial.

### Pic, titre de champion du monde et meilleures années (1994-2010)
En 1995, Ebdon poursuit son ascension et se hisse en finale d'un nouveau tournoi classé ; le Classique de Dubai, où il perd contre Alan McManus. La même saison, il remporte son premier tournoi non classé au Masters d'Irlande. En 1995-1996, il est très régulier et perd deux nouvelles finales importantes : le championnat du Royaume-Uni et l'Open d'Europe. Cette même saison, il remporte le Grand Prix de Malte ; tournoi ne comptant pas pour le classement. 

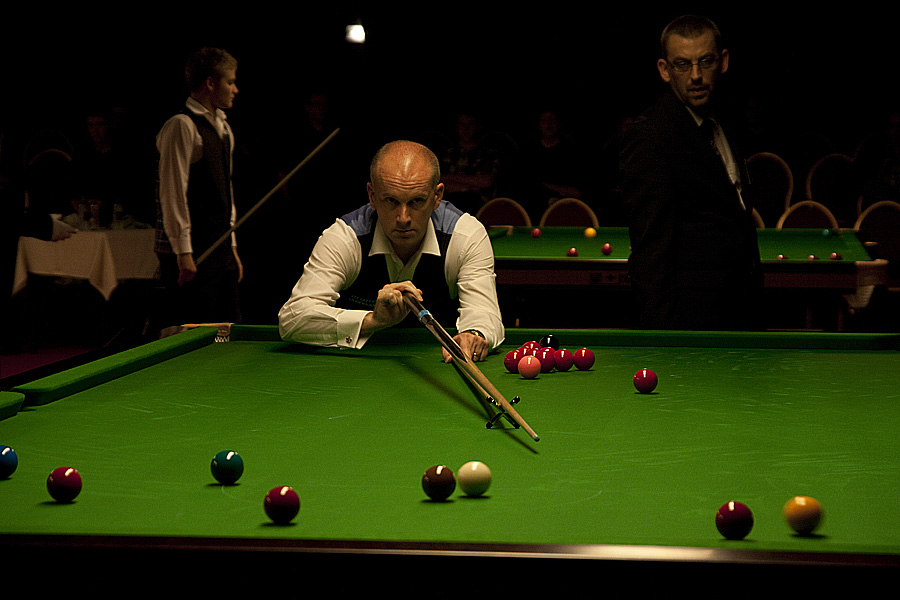
Peter Ebdon en 2010.

En avril 1996, il atteint pour la première fois la finale du championnat du monde à l'âge de 23 ans, mais est battu par l'Écossais Stephen Hendry. Pour rejoindre cette finale, Ebdon signe un parcours très solide pour l'époque ; éliminant Jimmy White, dans un match d'anthologie, Steve Davis et Ronnie O'Sullivan, en demi-finale. Cette performance lui vaut d'atteindre son meilleur classement en carrière : celui de no 3 mondial. La saison prochaine, Ebdon remporte deux nouveaux tournois : le Masters de Thaïlande (tournoi classé) et le Masters d'Écosse (tournoi non classé).
Redescendu en dehors du top 10 du classement mondial, Ebdon revient en force et retrouve une nouvelle finale lors de l'Open de Grande-Bretagne 1999. Bien que battu, il a sa revanche et remporte ce même tournoi en 2000, battant Jimmy White en finale. Ebdon termine bien la saison 2000-2001, et remporte son quatrième titre de classement à l'Open d'Écosse. Il finit la saison à la 7e place mondiale.

En début de saison 2001-2002, Peter Ebdon subit une lourde défaite en finale de la coupe LG (contre Stephen Lee). En 2002, Ebdon obtient sa revanche sur Stephen Hendry en finale du championnat du monde, s'imposant sur le score très accroché de 18-17, dans une manche décisive particulièrement décousue selon les spécialistes. Cette victoire lui permet de retrouver son meilleur classement mondial pour la saison suivante. Cependant, cette prochaine saison est moins réussie ; Peter Ebdon n'atteint pas la moindre finale et se voit descendre en dehors du top 5, ne parvenant pas à récupérer la première place mondiale ; son objectif de la saison.

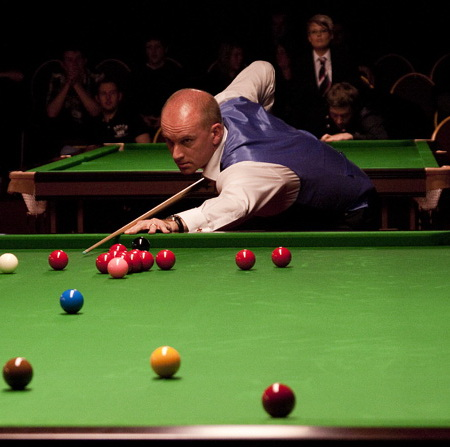
Ebdon à l'Open de Bruges 2010.

En 2004, Ebdon remporte un nouveau tournoi de classement, lors du Masters d'Irlande. Au championnat du monde 2005 où Peter Ebdon est demi-finaliste, les aficionados du snooker commencent à remettre en cause la lenteur de Ebdon ; certains osent même l'accuser de matraquage psychologique et de triche. Cette controverse explose après son match de quart de finale qui l'a opposé à O'Sullivan. Mené 8-2, Ebdon commence à jouer la montre et s'impose contre toute attente, 13 à 11. Les journalistes jubilent et continuent d'affoler les spectateurs, en comparant un break de 12 points, réalisé par Ebdon en cinq minutes, avec le break de 147 points de 1997, réalisé par O'Sullivan en un peu plus de cinq minutes.
Finaliste malheureux du championnat du monde de snooker 2006, il remporte le championnat du Royaume-Uni en 2006, inscrivant ainsi sa deuxième victoire sur un tournoi majeur de la triple couronne. Sur son parcours, il élimine notamment Mark Selby, Ding Junhui, John Higgins et Stephen Hendry en finale, sur le score de 10-6. En fin de saison, il retrouve la 6e place mondiale ; son meilleur classement depuis 2002-2003.
Un peu moins performant, il remporte tout de même le fameux Open de Chine 2009, dominant son rival John Higgins en finale, 10 manches à 8. À la fin de cette saison, il redescend en dehors du top 10, au quatorzième rang ; son plus mauvais depuis ses débuts chez les professionnels.

### Dernier titre classé et baisse de régime (2011-2015)

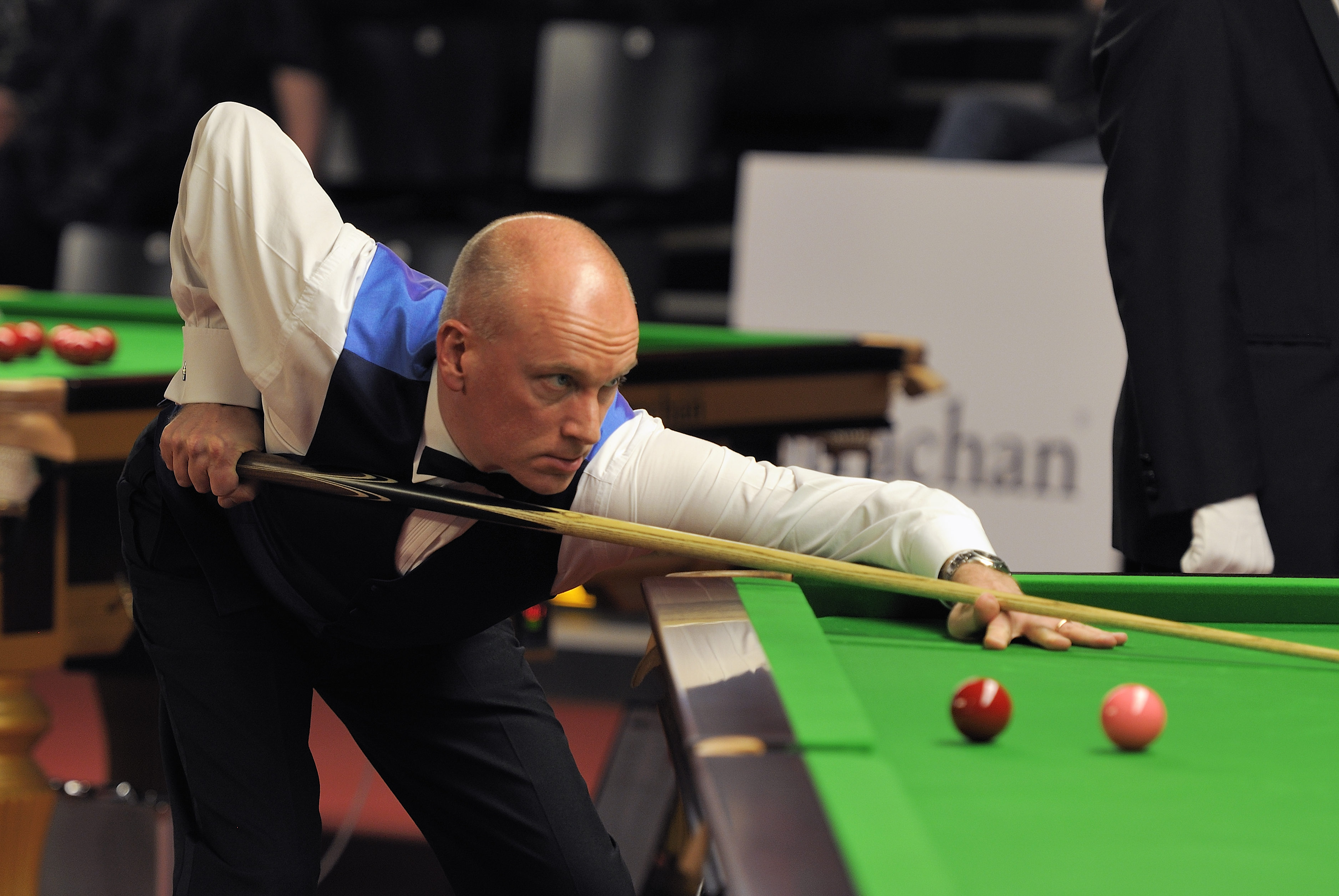
Peter Ebdon en 2014.

À l'issue de la saison 2009-2010, Peter Ebdon redescend au 18e positionnement du classement, sortant ainsi du top 16 pour la première fois en plus de 16 ans. Compétiteur acharné et déterminé à revenir, Ebdon met les bouchées doubles et réalise une bonne saison 2010-2011, réalisant une demi-finale à l'Open mondial. Également quart de finaliste au Masters et à l'Open de Chine, Ebdon revient dès la fin de saison dans le top 16 mondial.
En 2012, Ebdon sauve une mauvaise saison, et remporte son neuvième titre classé à l'Open de Chine (Pékin), en battant 10-9 l'Écossais Stephen Maguire, 8e joueur mondial. Il inscrit également des victoires sur d'autres joueurs du top 10 mondial : John Higgins, Neil Robertson et Ding Junhui. Cependant, sa mauvaise saison finit par le rattraper ; il redescend à la 20e place mondiale. La saison suivante, il est finaliste de l'Open d'Australie et demi-finaliste du championnat international. Cependant, malgré ces deux bons résultats, la chute au classement est douloureuse ; Ebdon régresse à la 30e position, à la fin de cette saison.
Après un quart de finale au championnat international 2013, et une remontée dans le top 25 du classement, Peter Ebdon connait une nouvelle déception en fin de saison, s'inclinant pour la première fois depuis son début de carrière aux qualifications du championnat du monde. Il met ainsi fin à une série de 22 participations consécutives au Crucible. Les saisons suivantes sont encore moins bonnes ; il connait pour meilleur résultat un quart de finale au Grand Prix mondial 2015, s'inclinant contre son compatriote Martin Gould.

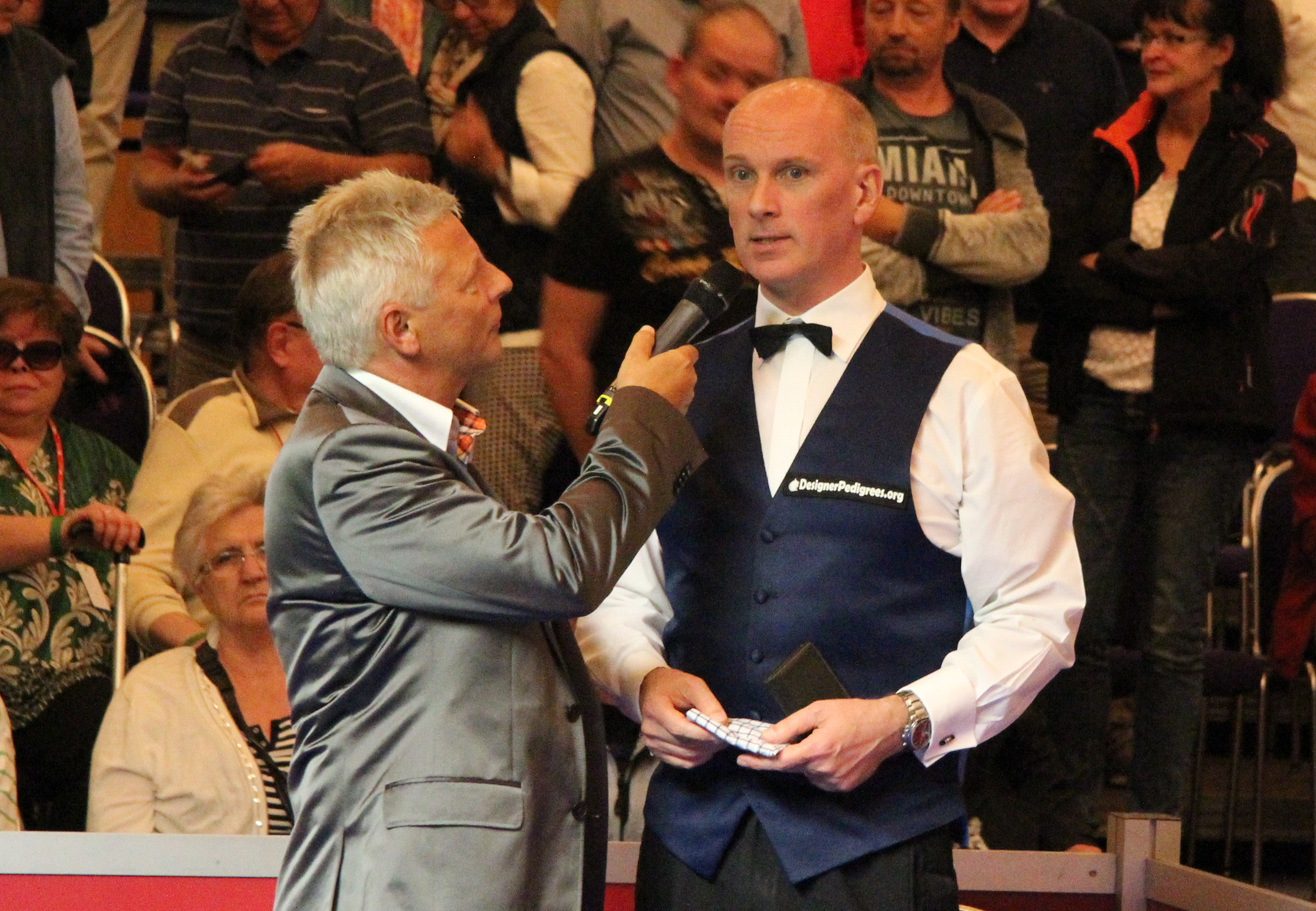
Peter Ebdon, finaliste malheureux du Classique Paul Hunter 2018.

### Fin de carrière et retrait du circuit (2016-2020)
En 2016, Peter Ebdon réalise un quart de finale à l'Open d'Inde, s’inclinant contre son vieux rival des années 1990 ; Nigel Bond. En avril 2017, il bat Michael Holt dans un match épique, et se qualifie pour la dernière fois de sa carrière pour le championnat du monde. Au premier tour du tournoi, il affronte Stuart Bingham. Malgré un début de partie disputé, où il finit la première session à 4-5, il est battu par 10 manches à 5. À la suite de la compétition, Ebdon sort du top 32 pour la première fois depuis 1992, annonçant définitivement son déclin.
En 2018, alors âgé de 47 ans, il dispute la finale du Classique Paul Hunter, sa 18e finale dans un tournoi classé. Il y est opposé à son jeune compatriote Kyren Wilson. À 2-0, Ebdon est plus que jamais proche d'un dixième titre classé historique. Il s'incline pourtant sur le score de 4-2, laissant passer sa dernière chance d'atteindre les dix victoires sur des tournois classés. Plus tard dans la saison, il est quart de finaliste de l'Open d'Irlande du Nord, et fait son retour dans le top 50 mondial.
En avril 2020, il annonce au monde du snooker qu'il prend sa retraite sportive, justifiant cette décision par des problèmes récurrents à la nuque. Son dernier résultat officiel est un troisième tour à l'Open d'Écosse 2019. Il dispute son dernier match contre Matthew Stevens, aux qualifications du Masters d'Allemagne 2020, et s'incline par 5 à 4.

## Vie post-carrière
Après son retrait du circuit professionnel en 2020, Ebdon reste investi dans le monde du snooker professionnel, se reconvertissant en entraineur de snooker pour le haut niveau. Dès 2021, l'Anglais entame une collaboration avec son compatriote Jack Lisowski. La vision patiente et prudente du jeu d'Ebdon apporte beaucoup au style de jeu fougueux du jeune Lisowski. Cette coopération porte rapidement ses fruits, Lisowski obtenant ses premiers résultats significatifs dans les tournois de la triple couronne (premier quart de finale au championnat du monde et première demi-finale au championnat du Royaume-Uni). Néanmoins, le talentueux gaucher ne parvient pas à remporter son premier titre classé et décide de se séparer d'Ebdon en 2023, n'ayant d'ailleurs pas disputé la moindre finale pendant cette période. À compter de la saison 2024-2025, Peter Ebdon est engagé par Shaun Murphy pour l'entrainer, lui qui souhaite professionnaliser ses entraînements après plusieurs saisons passées sans entraineur. En janvier 2024, Murphy remporte le Masters de snooker pour la deuxième fois de sa carrière, son quatrième titre dans un tournoi majeur, et remercie Ebdon de lui avoir redonné goût à l'entrainement et aux parties accrochées. 

## Controverse
Son style de jeu prudent et sa concentration remarquable font de lui l'un des joueurs les plus lents du circuit, et par la même occasion, l'un des plus controversés. Sa victoire sur Ronnie O'Sullivan lors du championnat du monde 2005, partie durant laquelle certains de ses coups duraient plusieurs minutes, lui attira même les foudres du Times, comparant son style de jeu à une forme de tricherie. À la suite de cette attaque, une plainte pour diffamation fût déposée par Ebdon contre le journal, mais n'a pas abouti. Sa lenteur fit voler en éclats la concentration de O'Sullivan, battu 13-11 malgré une avance de 5 manches.

## Palmarès

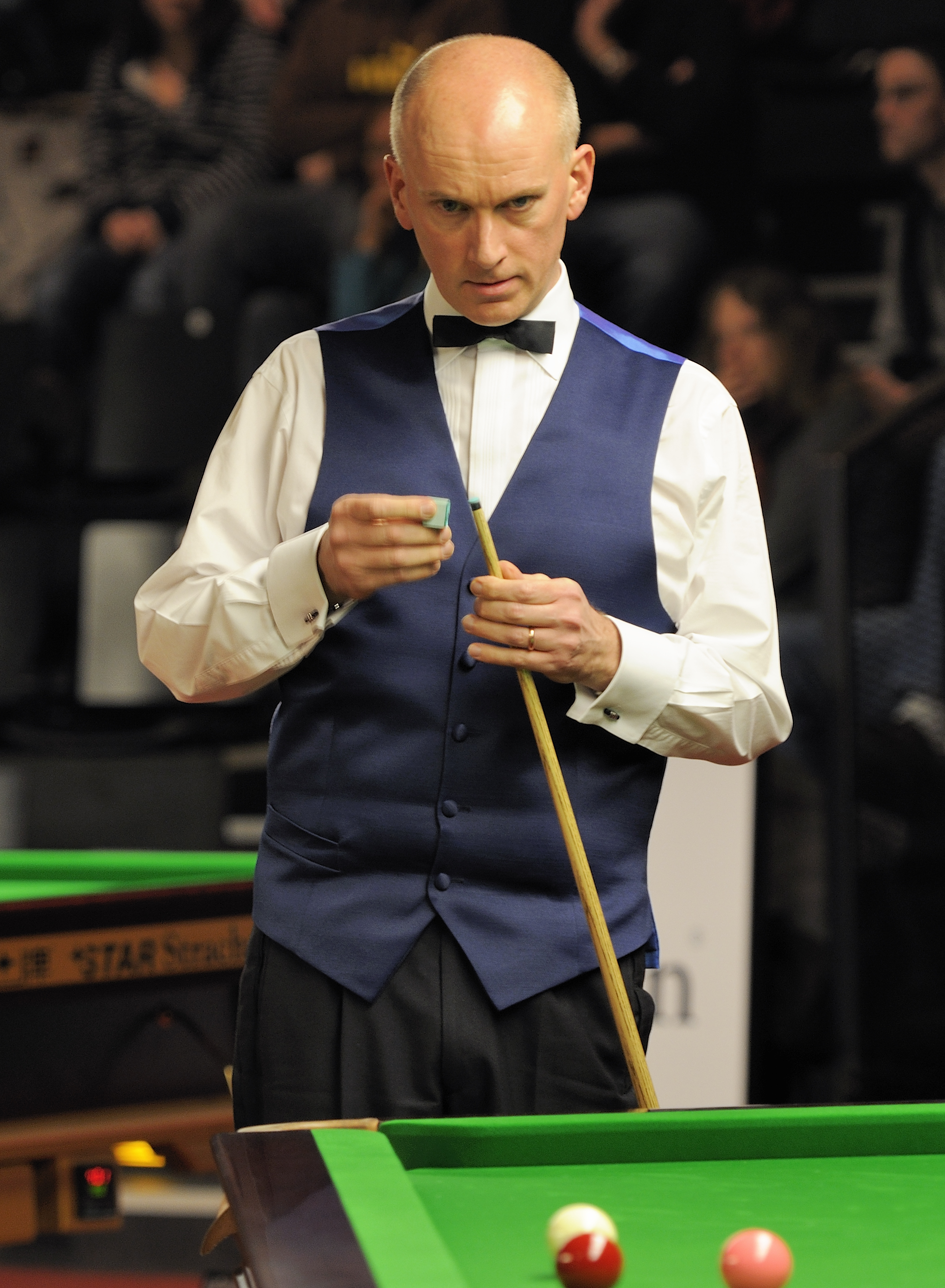
Peter Ebdon (2014).

| Légende | Catégorie                      | Titres                         | Finales                        |
|         | Tournois classés               | 9                              | 9                              |
|         | Tournois non classés           | 4                              | 2                              |
|         | Tournois pro-am                | 4                              | 1                              |
|         | Tournois amateurs              | 1                              | 0                              |
| Gras    | Tournois de la triple couronne | Tournois de la triple couronne | Tournois de la triple couronne |

### Titres

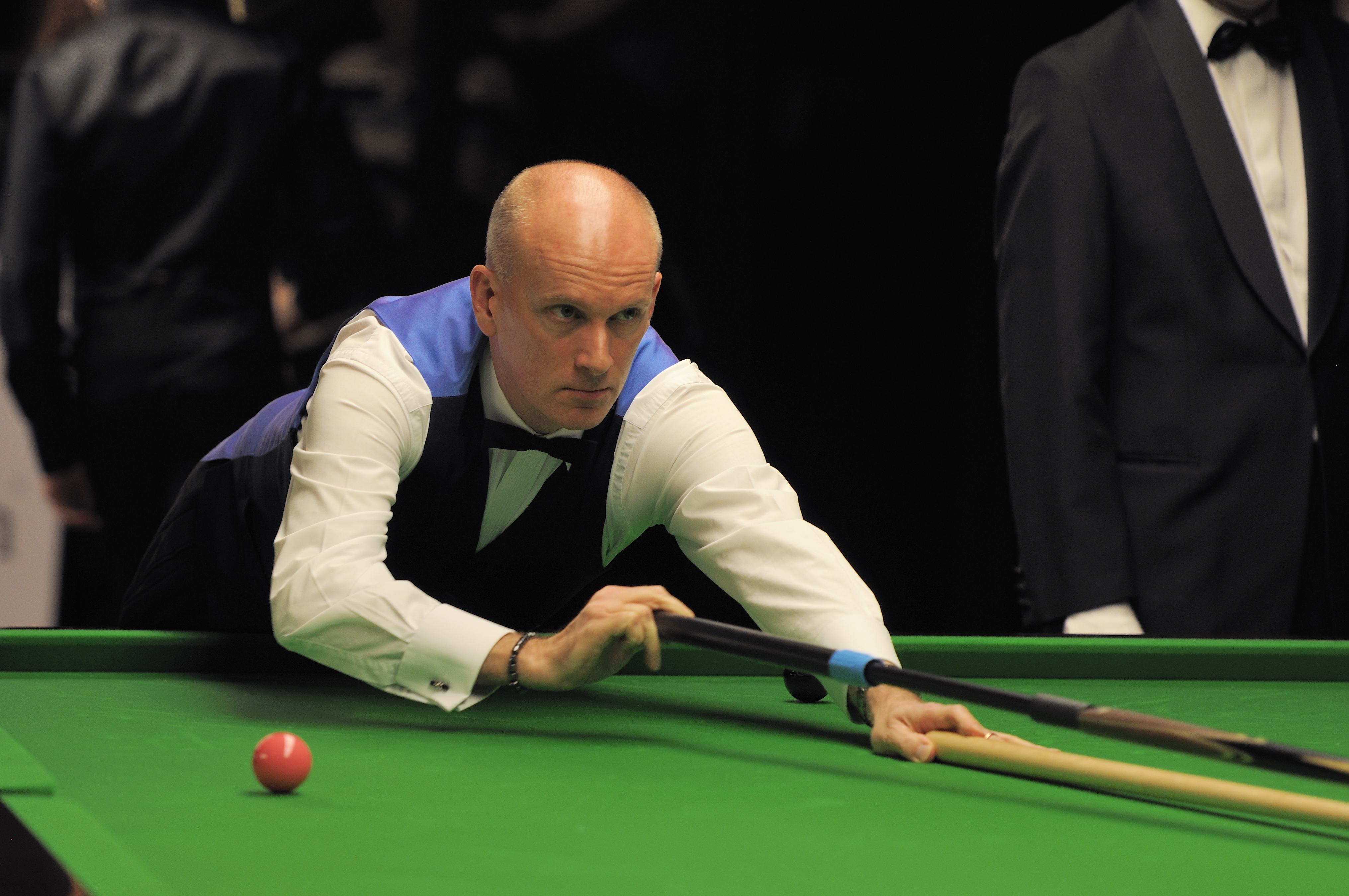
Ebdon utilisant le reposoir en 2014.

| Saison    | Nom du tournoi                                   | Lieu       | Finaliste       | Score | Tableau |
| 1988-1989 | Tournoi pro-am Pontins (printemps)               | Prestatyn  | Ken Doherty     | 7-4   |         |
| 1989-1990 | Open des Pays-Bas                                | Rotterdam  | Tony Knowles    | 6-4   |         |
| 1990      | Championnat du monde amateur des moins de 21 ans | Brisbane   | Oliver King     | 11-9  |         |
| 1993-1994 | Grand Prix                                       | Reading    | Ken Doherty     | 9-6   | Tableau |
| 1994-1995 | Masters d'Irlande                                | Kill       | Stephen Hendry  | 9-8   |         |
| 1994-1995 | Tournoi Pontins                                  | Prestatyn  | Ken Doherty     | 9-8   |         |
| 1995-1996 | Grand Prix de Malte                              | Marsaskala | John Higgins    | 7-4   |         |
| 1996-1997 | Masters d'Écosse                                 | Motherwell | Alan McManus    | 9-6   |         |
| 1996-1997 | Open de Thaïlande                                | Bangkok    | Nigel Bond      | 9-7   | Tableau |
| 2000-2001 | Open de Grande-Bretagne                          | Plymouth   | Jimmy White     | 9-6   | Tableau |
| 2000-2001 | Open d'Écosse                                    | Aberdeen   | Ken Doherty     | 9-6   | Tableau |
| 2001-2002 | Championnat du monde                             | Sheffield  | Stephen Hendry  | 18-17 | Tableau |
| 2003-2004 | Masters d'Irlande                                | Dublin     | Mark King       | 9-8   | Tableau |
| 2006-2007 | Championnat du Royaume-Uni                       | York       | Stephen Hendry  | 10-6  | Tableau |
| 2008-2009 | Open de Chine                                    | Pékin      | John Higgins    | 10-8  | Tableau |
| 2011-2012 | Open de Chine (2)                                | Pékin      | Stephen Maguire | 10-9  | Tableau |
| 2015-2016 | Open de Vienne                                   | Vienne     | Mark King       | 5-3   | Tableau |
| 2016-2017 | Open de Vienne (2)                               | Vienne     | Mark Davis      | 5-1   | Tableau |

### Finales perdues
| Saison    | Nom du tournoi                     | Lieu        | Finaliste      | Score | Tableau |
| 1994-1995 | Classique de Dubai                 | Dubai       | Alan McManus   | 6-9   | Tableau |
| 1994-1995 | Tournoi pro-am Pontins (printemps) | Prestatyn   | Mark Williams  | 4-7   |         |
| 1995-1996 | Masters d'Écosse                   | Motherwell  | Stephen Hendry | 5-9   |         |
| 1995-1996 | Championnat du Royaume-Uni         | Preston     | Stephen Hendry | 3-10  | Tableau |
| 1995-1996 | Open d'Europe                      | La Vallette | John Parrott   | 7-9   | Tableau |
| 1995-1996 | Championnat du monde               | Sheffield   | Stephen Hendry | 12-18 | Tableau |
| 1999-2000 | Open de Grande-Bretagne            | Plymouth    | Stephen Hendry | 5-9   | Tableau |
| 2001-2002 | Coupe LG                           | Preston     | Stephen Lee    | 4-9   | Tableau |
| 2001-2002 | Masters d'Irlande                  | Dublin      | John Higgins   | 3-10  |         |
| 2005-2006 | Championnat du monde (2)           | Sheffield   | Graeme Dott    | 14-18 | Tableau |
| 2012-2013 | Open d'Australie                   | Bendigo     | Barry Hawkins  | 3-9   | Tableau |
| 2018-2019 | Classique Paul Hunter              | Fürth       | Kyren Wilson   | 2-4   | Tableau |